# 豫园
豫园是建于明朝时期的古典园林，座落于中国上海市黄浦区，原上海老城厢东北部，北靠福佑路，东临安仁街，西南有城隍庙、豫园商城。豫园建于1559年，最初是四川布政使潘允端的私人园林，他建造此园林的目的是“愉悦老亲”，而“愉”和“豫”意思相通，故而得名豫园。之后，豫园辗转于多人之手并经受多次战火的摧残。如今其是典型的江南园林代表并已经成为上海的一個旅遊景點。
豫园于1959年被公布为上海市文物保护单位，1961年开始对公众开放，1982年被国务院列为全国重点文物保护单位。園內有江南三大名石的玉玲珑和原小刀会起义的指挥所——点春堂。园側亦有城隍廟及商店街等遊客景點，附近有多家著名食店，包括以小籠饅頭為主打產品的南翔馒头店、宁波汤团店、綠波廊及上海老飯店。

## 历史
豫园由潘允端在嘉靖三十八年始建于家宅世春堂西的大片菜畦上，但因在外地做官，无暇兼顾建筑事宜，故园林到万历末年，潘退休后才得以竣工。园林由张南阳担任设计和叠山，当时共占地70余亩，被稱为“东南名园冠”。在明末豫園为潘允端孙婿張肇林所有。清朝时期，豫园被上海一些士绅改为清和书院，並準備在裡面放上松江府知府张羽明的长生禄位。后书院尚未完工，张羽明便遭到罢免，只得停工。停工后原来园内的风景也早就荡然无存了。1709年，上海士绅购得城隍庙东部约2亩的土地建造庙园，即灵苑，又称东园，用于公共活动之场所。1760年，原豫园旧地被一些富商购买后重新修建，园林在24年后再度得以恢复，称为“西园”。
在第一次鸦片战争中，园林遭到破坏，湖心亭甚至成为了英军的司令部。自此之后的数百年里，豫园一直经受着战火的摧残。1855年，小刀会起义失败，清军驻扎豫园，豫园再度遭到破坏。1860年，太平军东征，豫园成为了西方洋枪队的兵营。清嘉庆、道光年间开始，豫园逐渐成为了一些行业的同业公所，茶楼和酒馆等也逐渐开始出现。但在此同时旧有的园林景观也早已不存了。中華人民共和國成立後，各公所逐渐迁出，1956年起，豫园的修复工程开始陆续进行，初始规模得以大半恢复。

## 景观
豫园共有西部、东部、中部和内园四个景区。西部景区有三穗堂、仰山堂、点春堂、大假山和元代铁狮等知名景观。三穗堂为修建西园时所建，在清代是官府庆典和“宣讲圣谕”之处。大假山是江南地区现存最古老和最大的黄石假山，由张南阳设计。山高约14米，被周允端被人称为“峻，颇惬观赏”。东部景区有江南三大名石之一的玉玲珑、积玉水廊、会景楼等景观。中部景区有得月楼、织亭、浣云假山等景观。
内园景区在修复时与豫园连接在了一起，故可谓是“园中之园”，其只有二亩一分八厘六毫大，袖珍却十分精致。内园景区包括古戏台、九龙池、观涛楼等景观。其中古戏台原位于闸北上海北钱业公所内，后在修缮中移至此处。九龙池则因东西两壁隙间中藏的4个石雕龙头在水中的倒影与形似龙身的池体而得名。

## 照片集

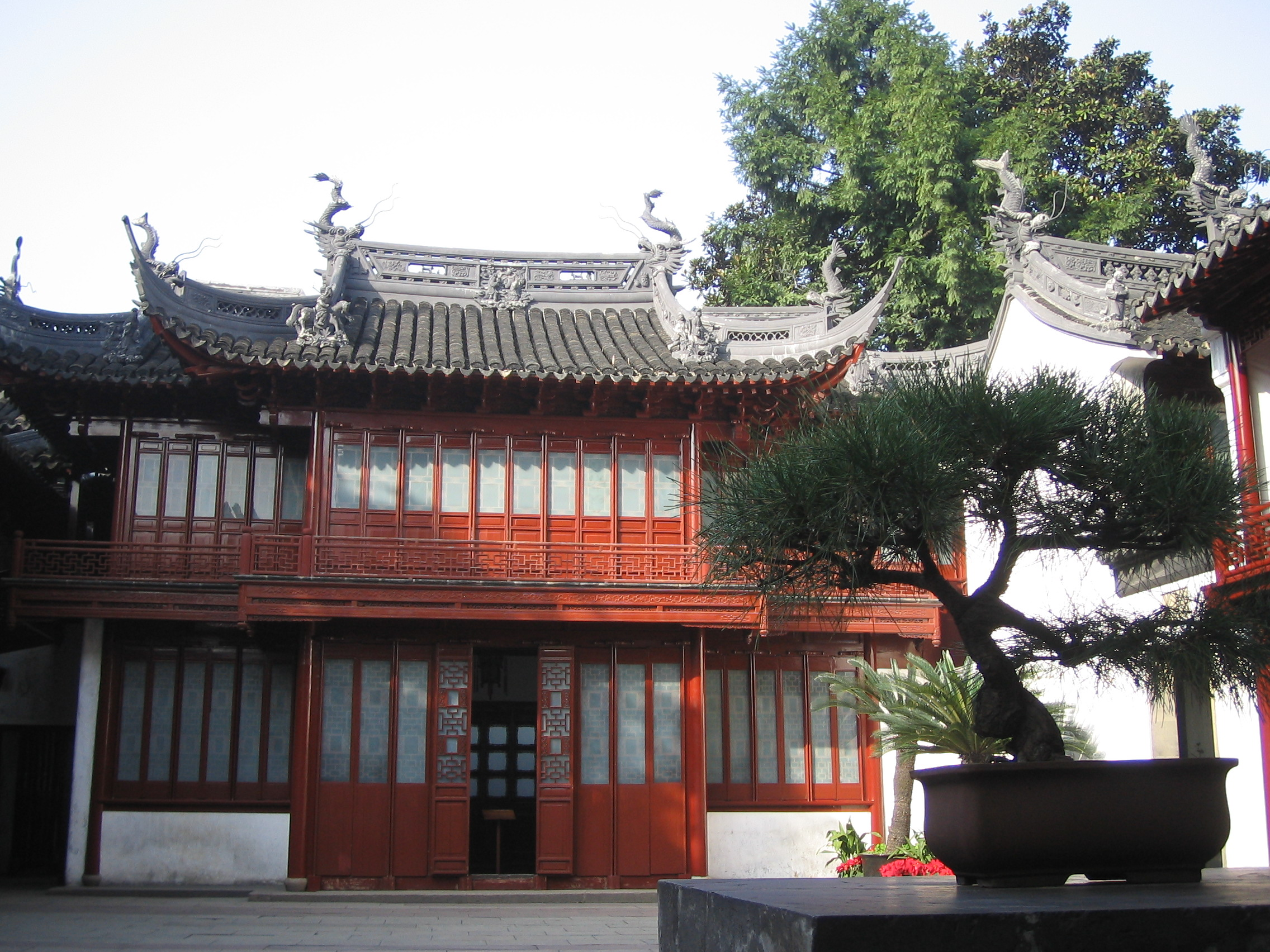
还云楼
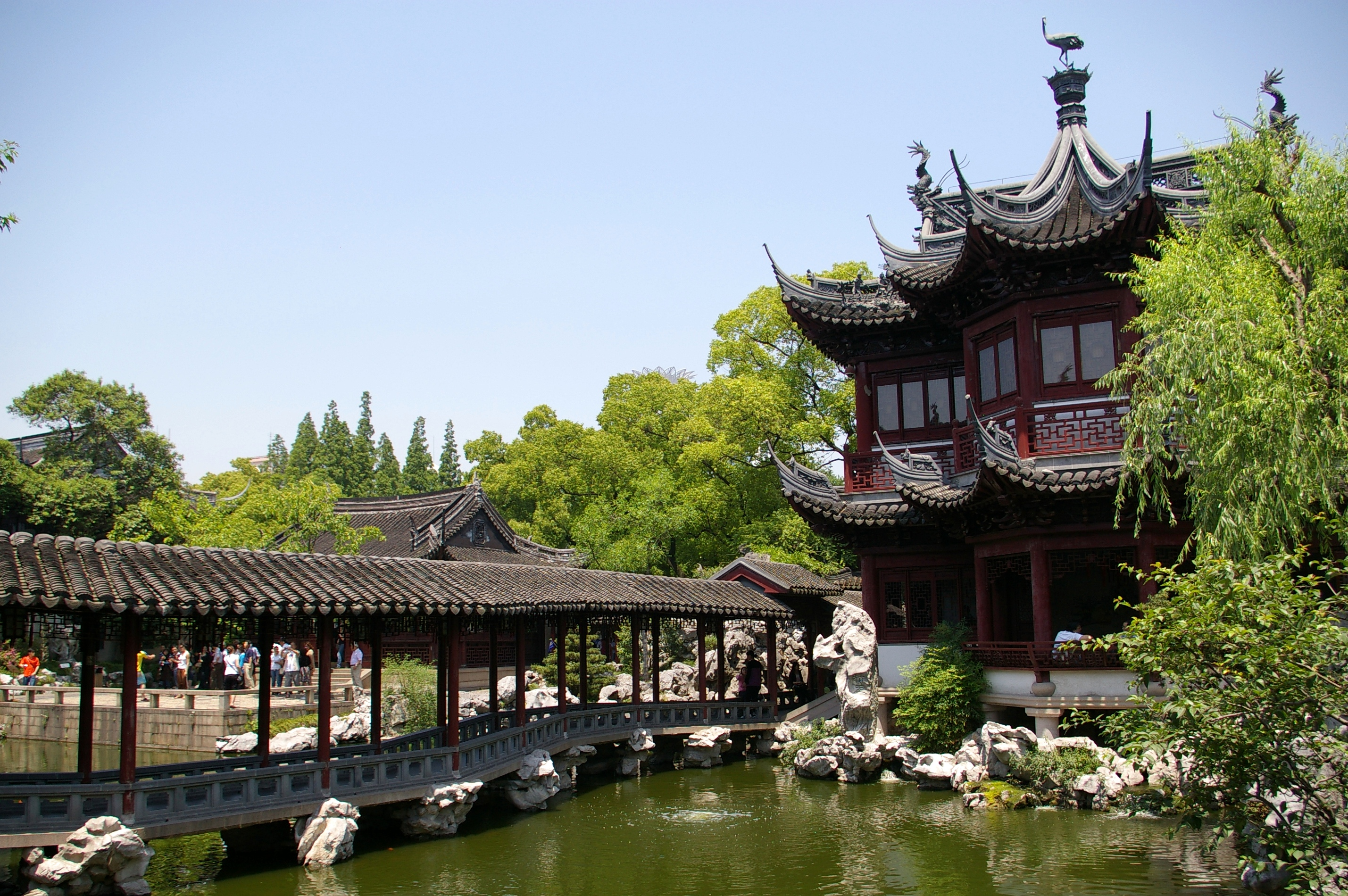
积玉水廊·积玉峰·听涛阁
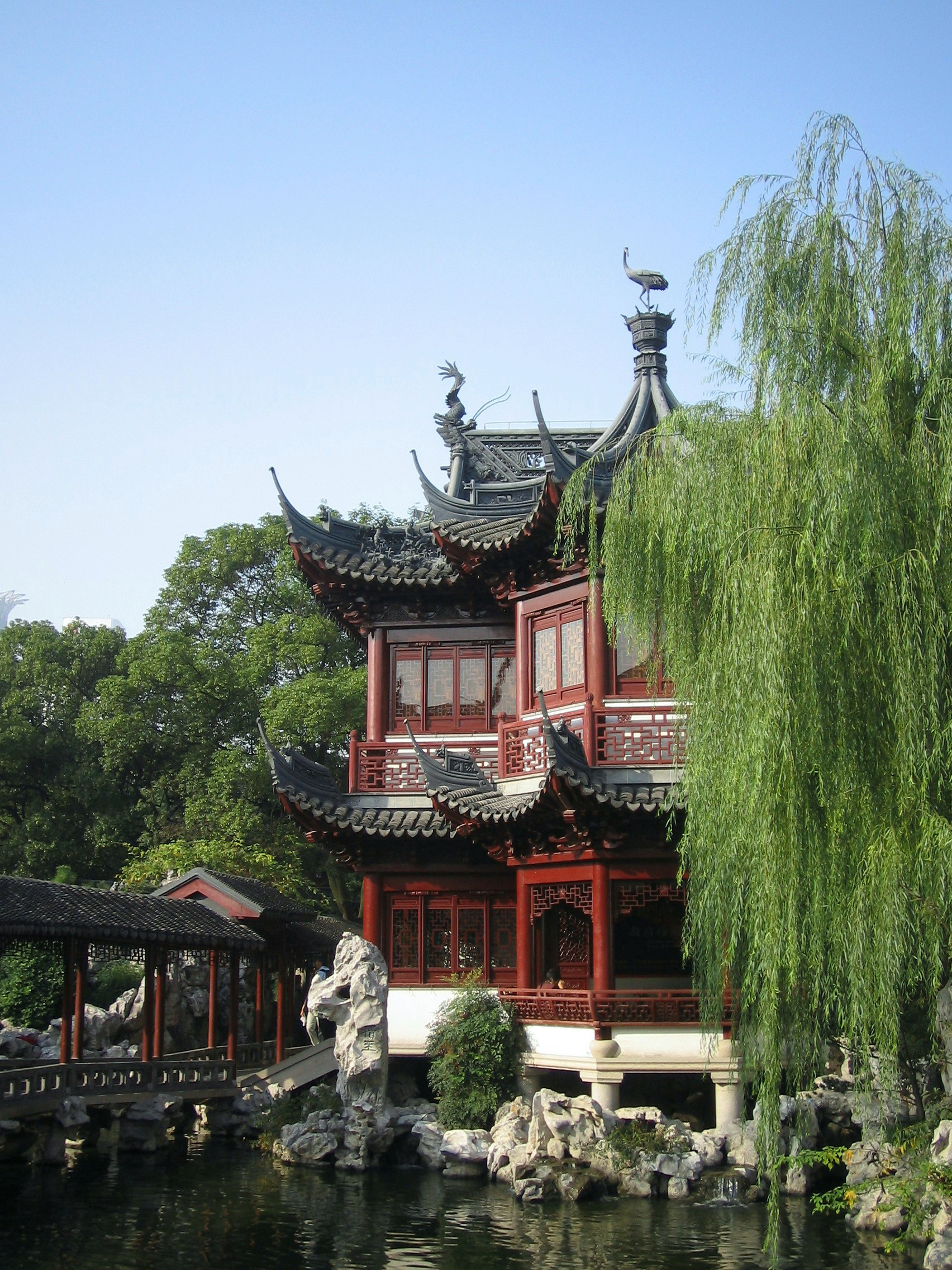
听涛阁
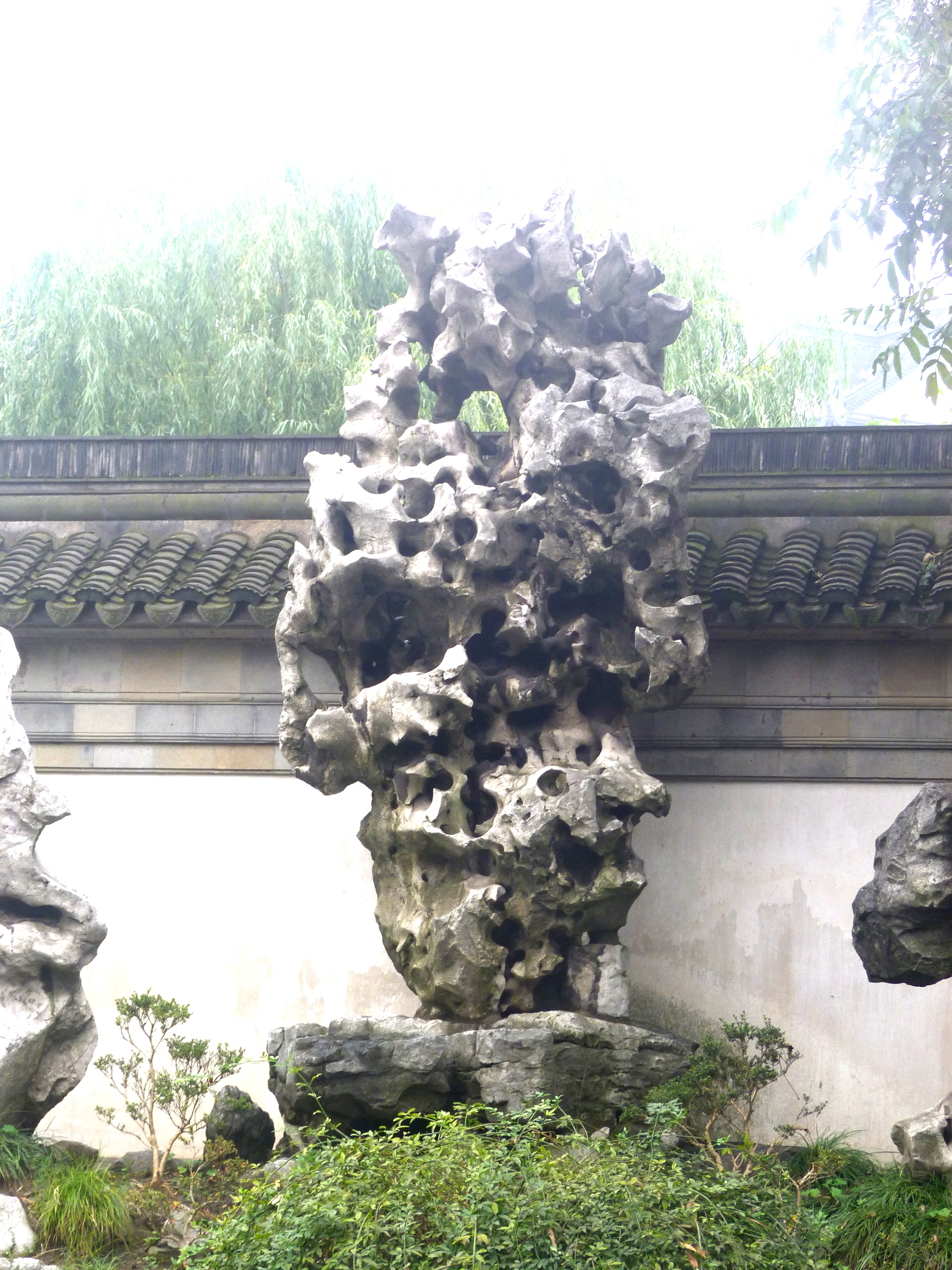
玉玲珑
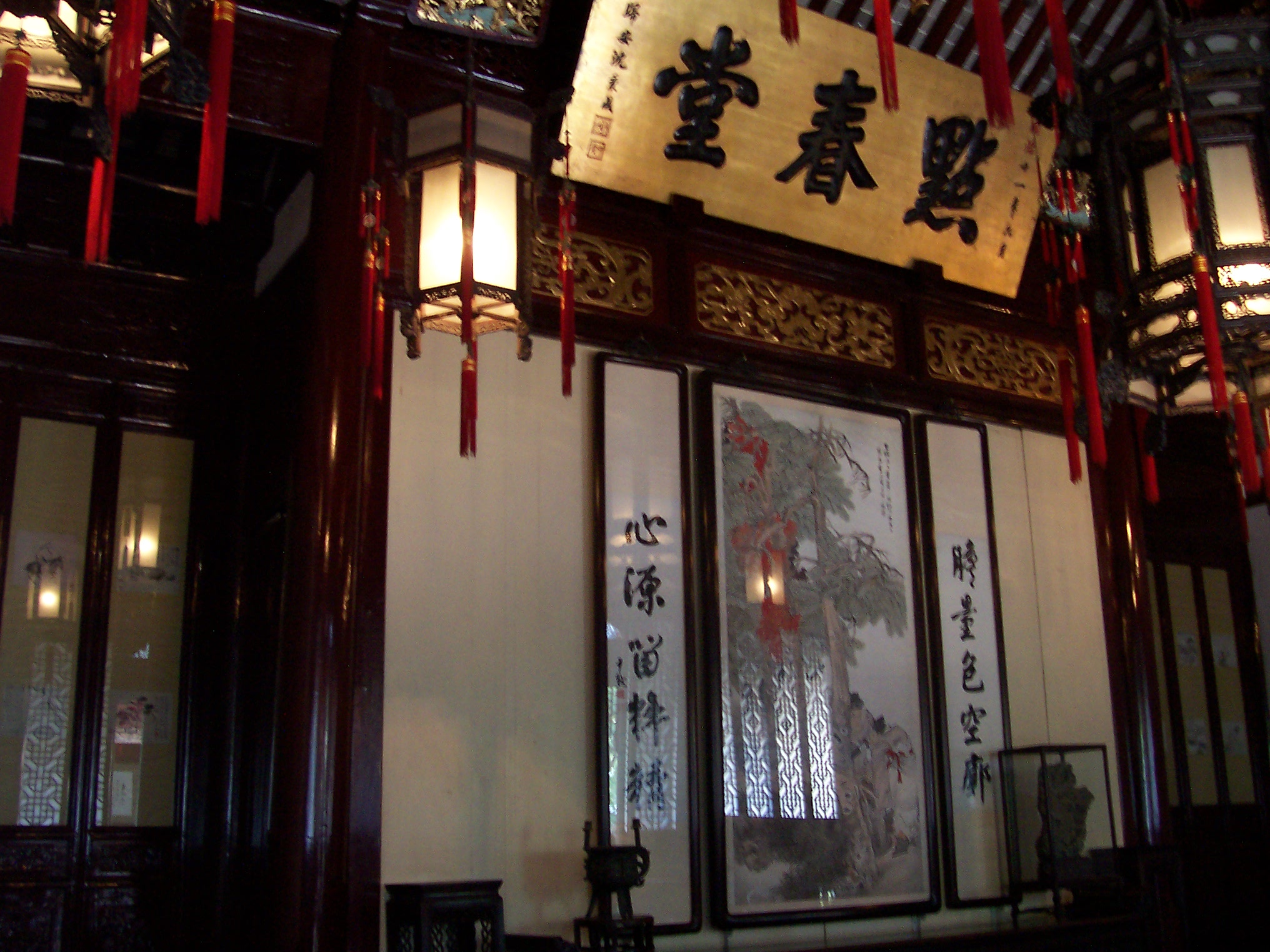
点春堂
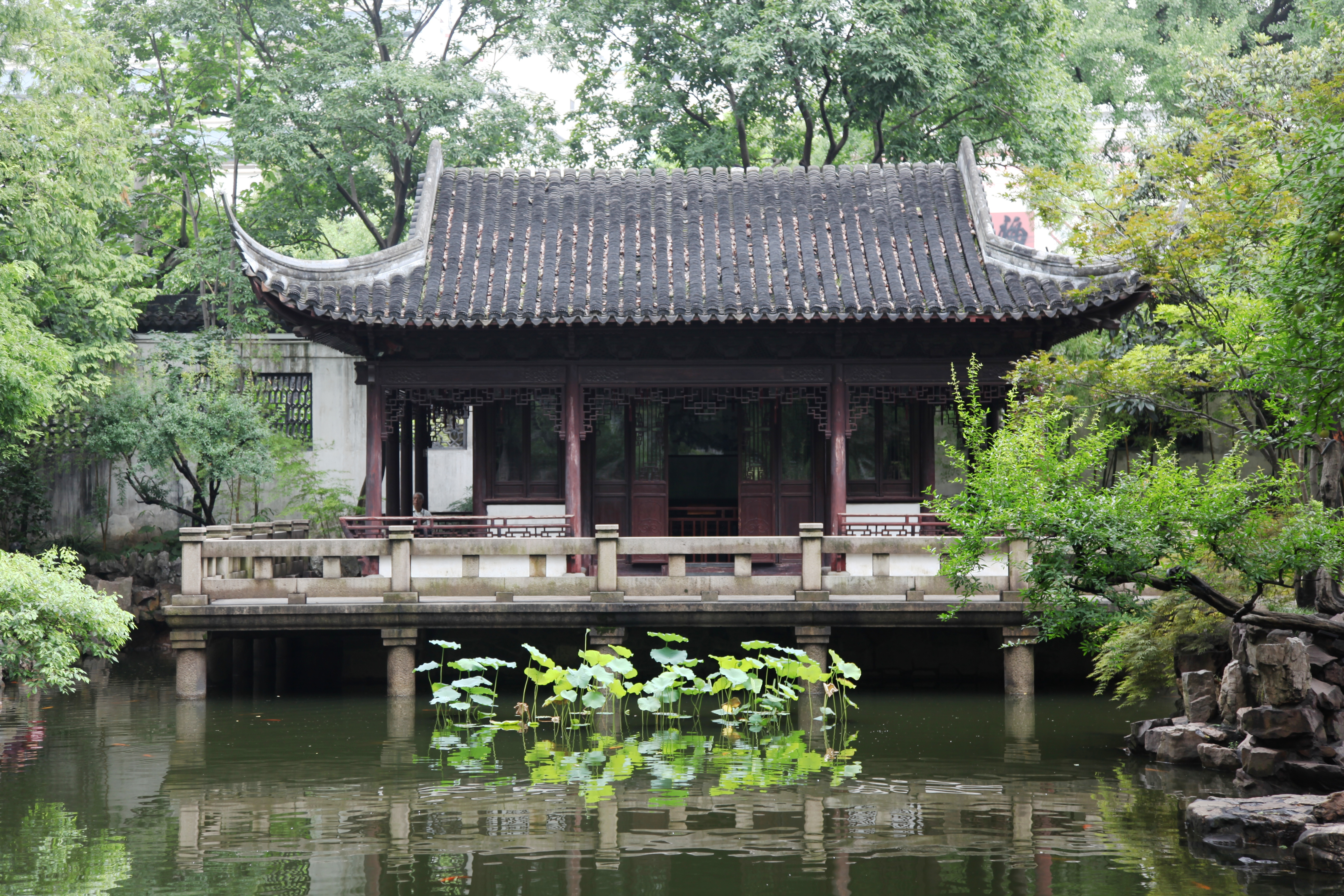
九狮轩
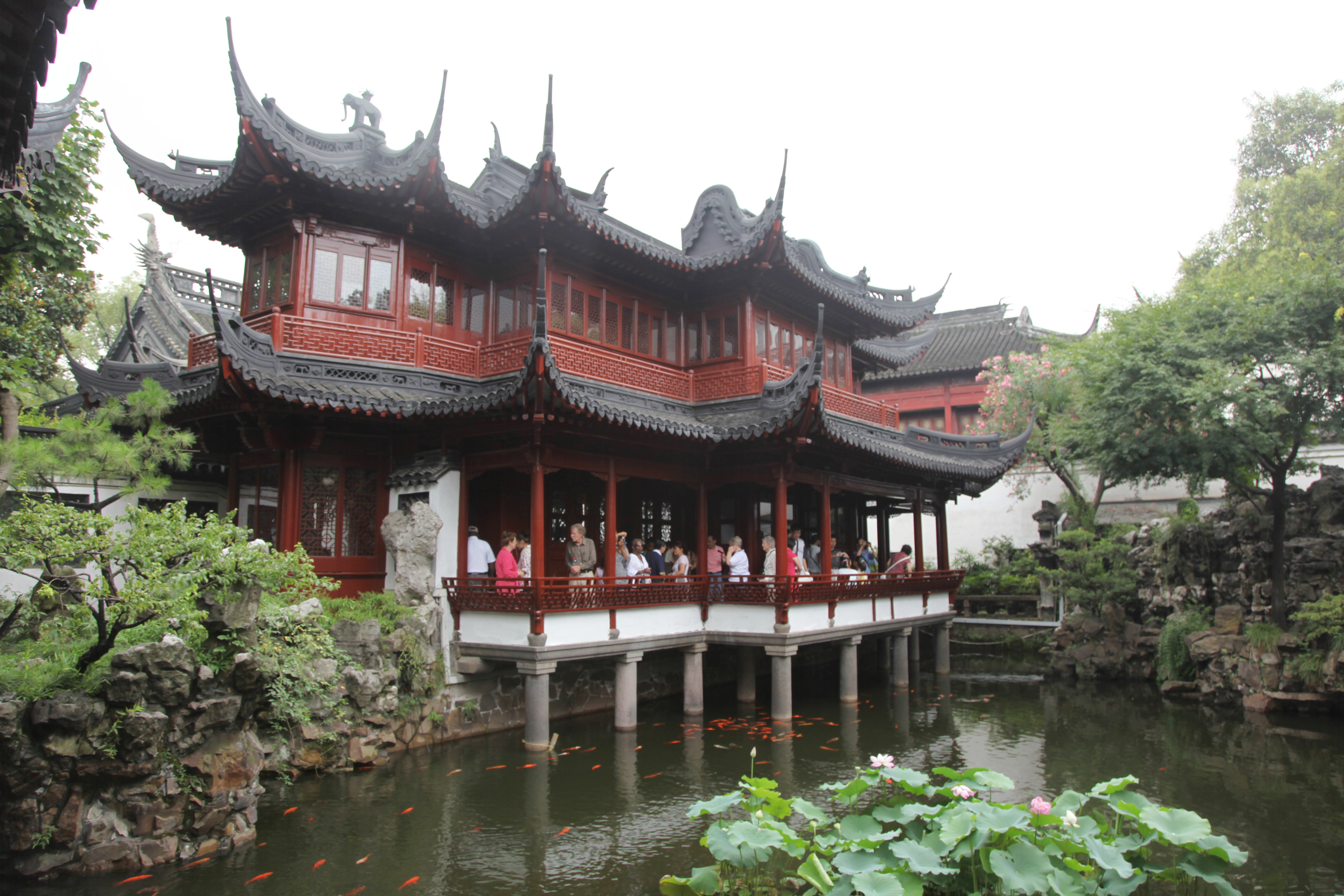
仰山堂·卷雨楼
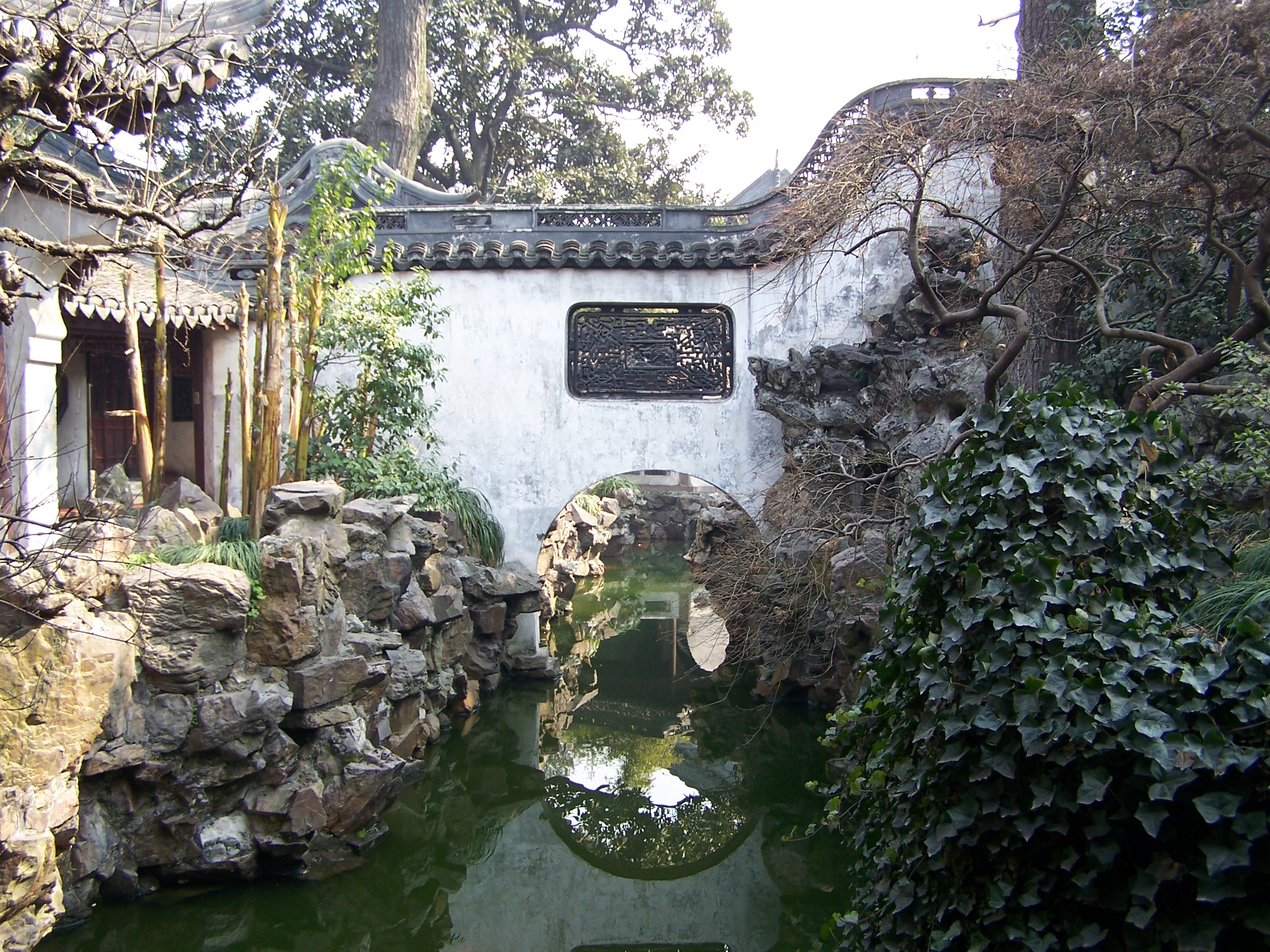
鱼乐榭处隔水花墙
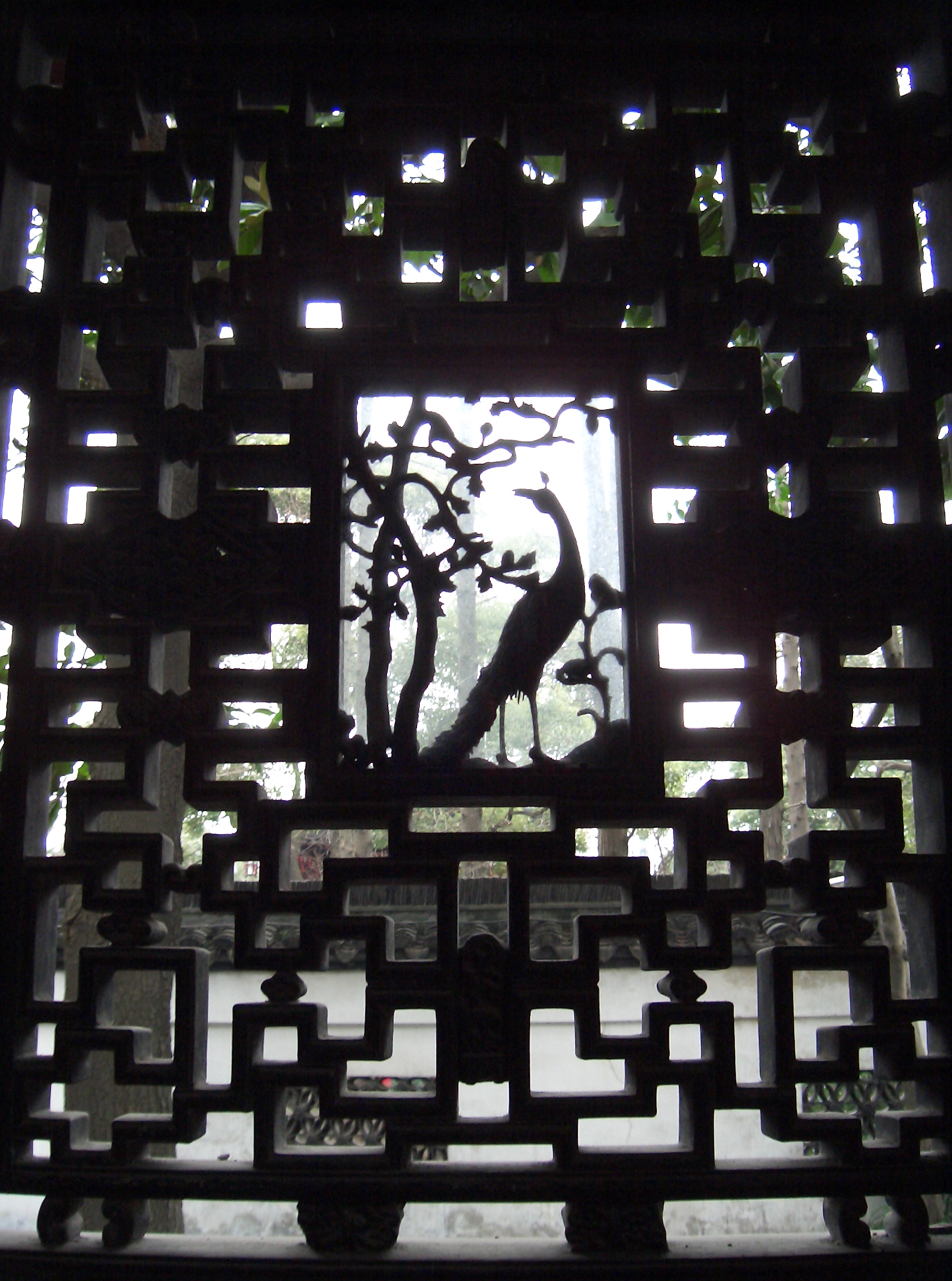
漏窗《祥凤瑞云》
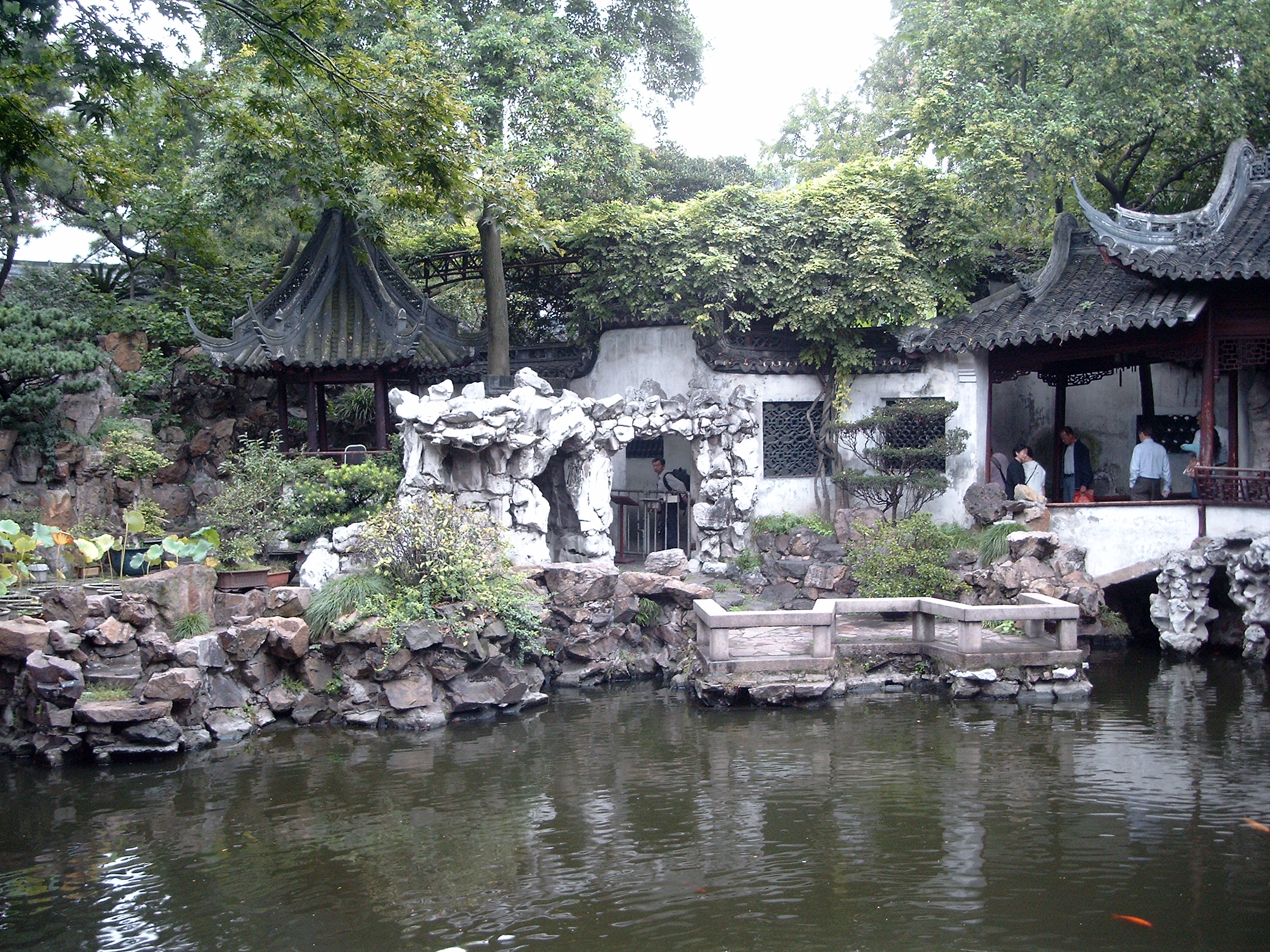
挹秀亭·钓鱼台
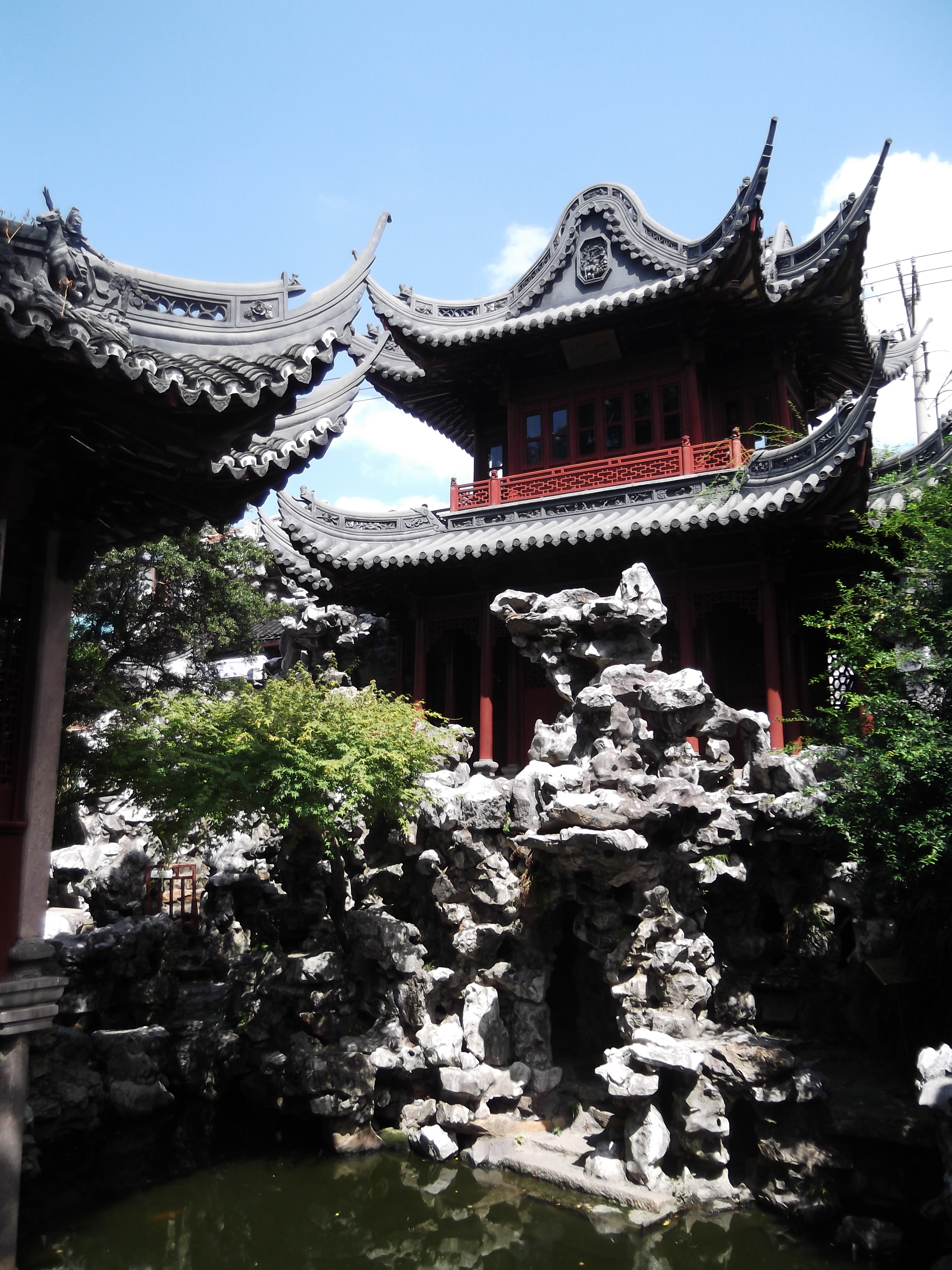
快楼和抱云岩假山
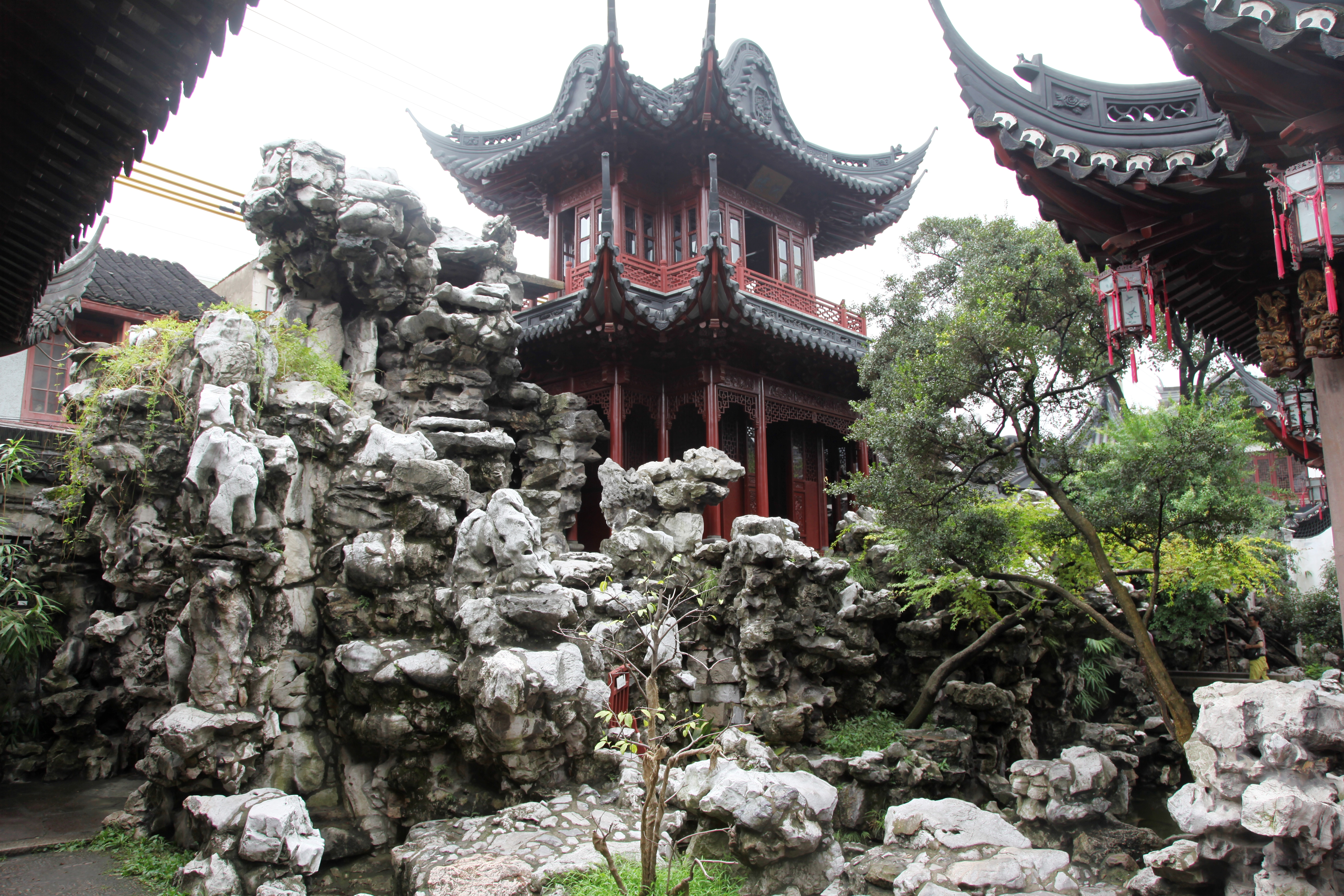
快楼西北立面
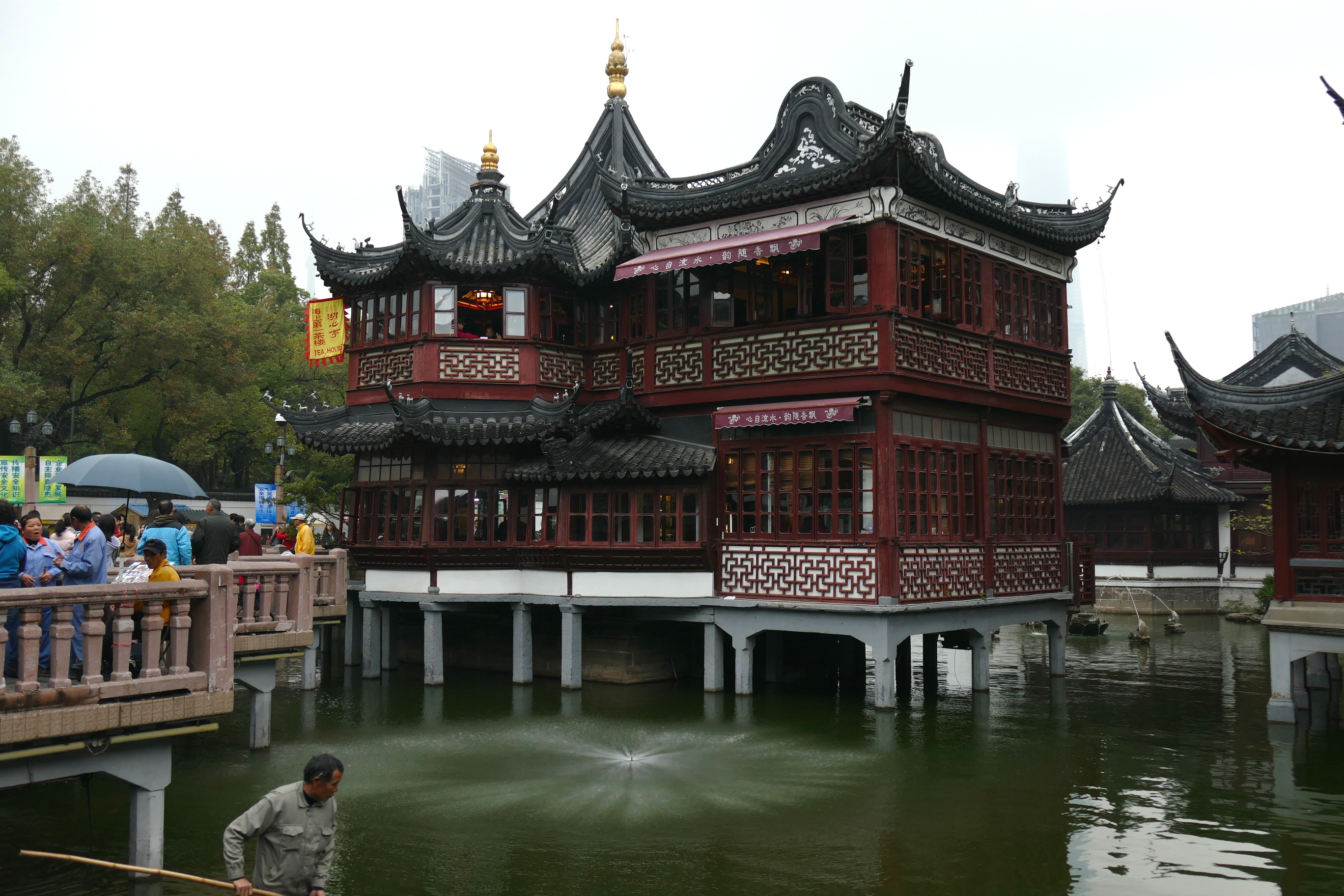
湖心亭
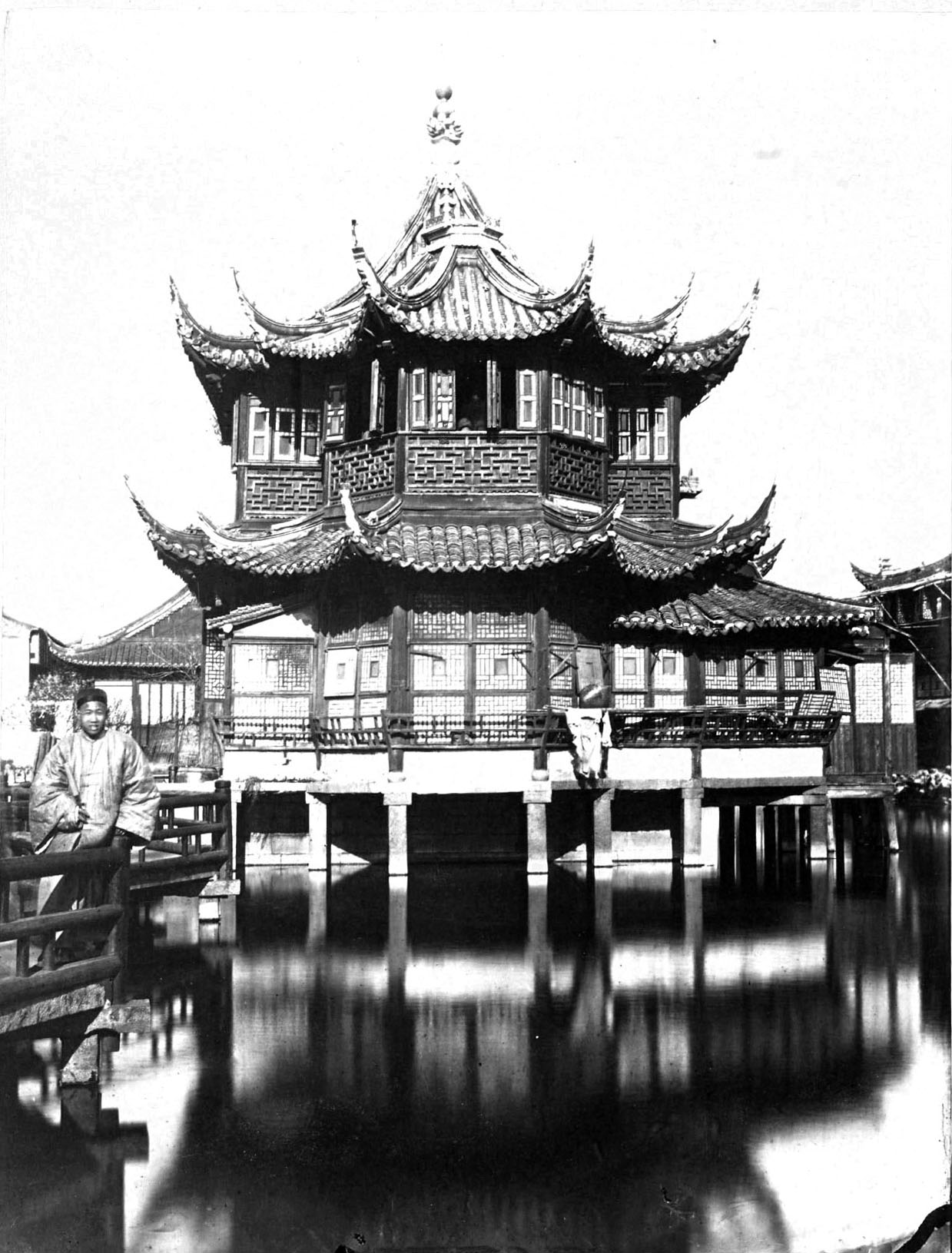
湖心亭，1860年至1880年間拍攝
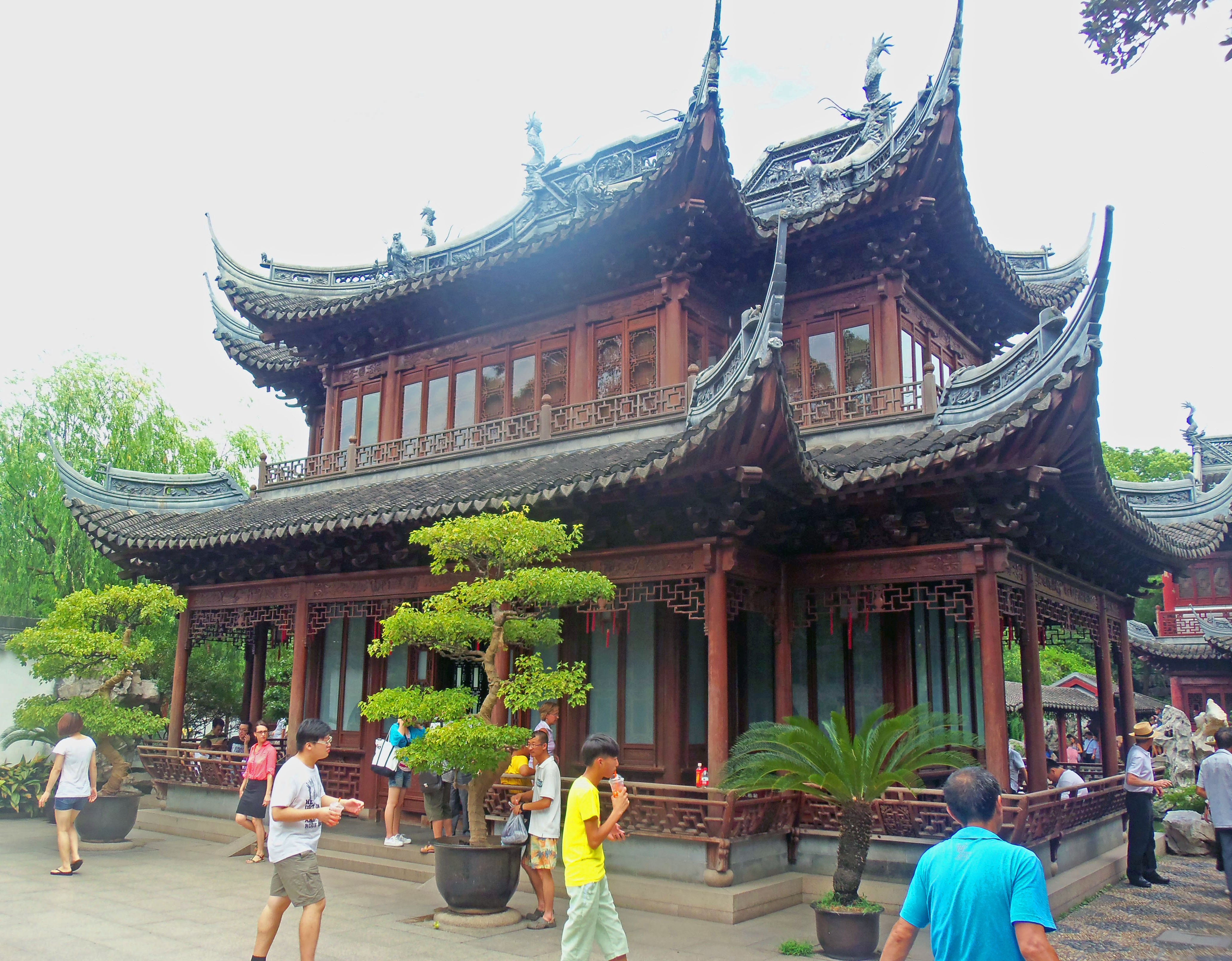
涵碧楼
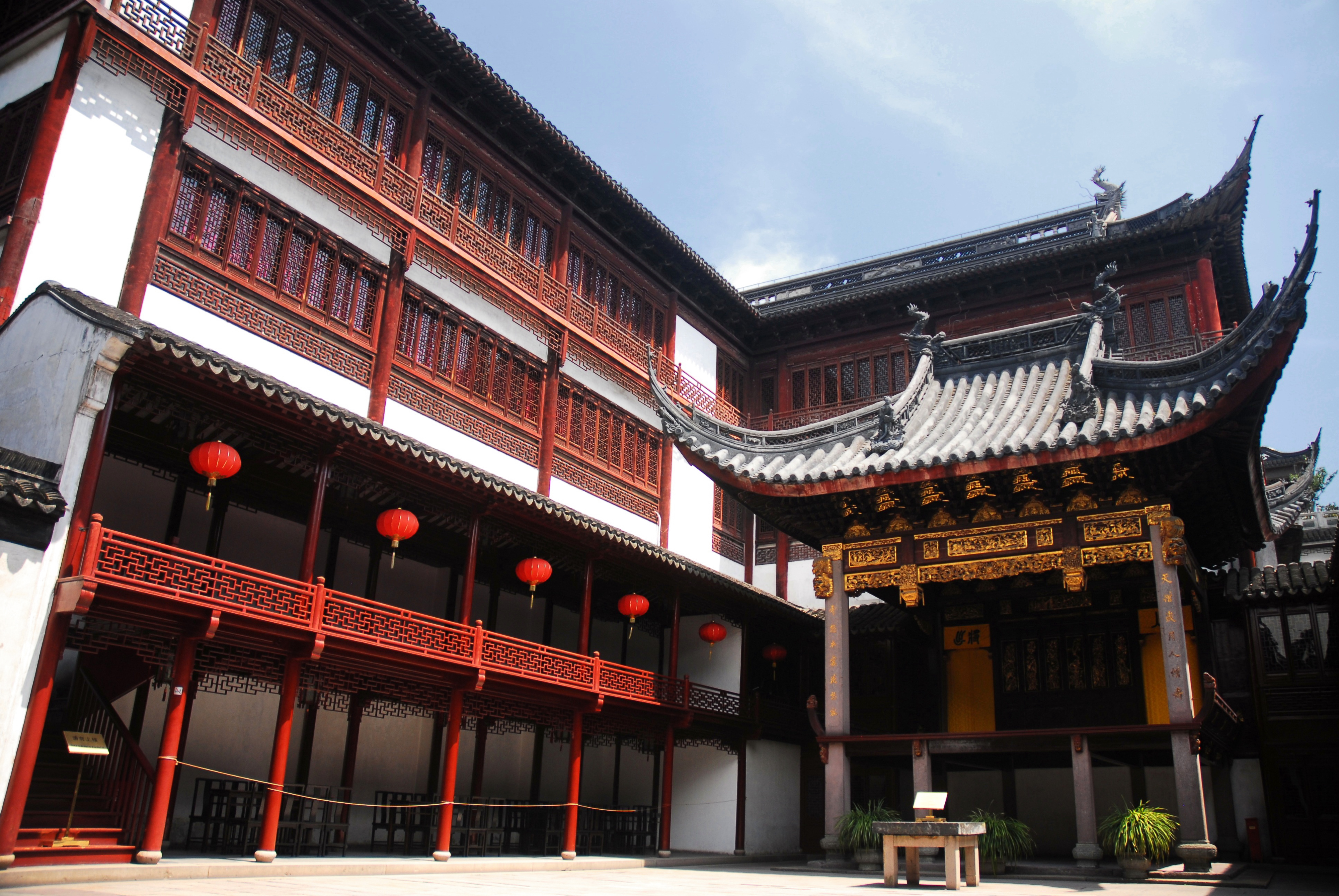
东看廊和古戏台
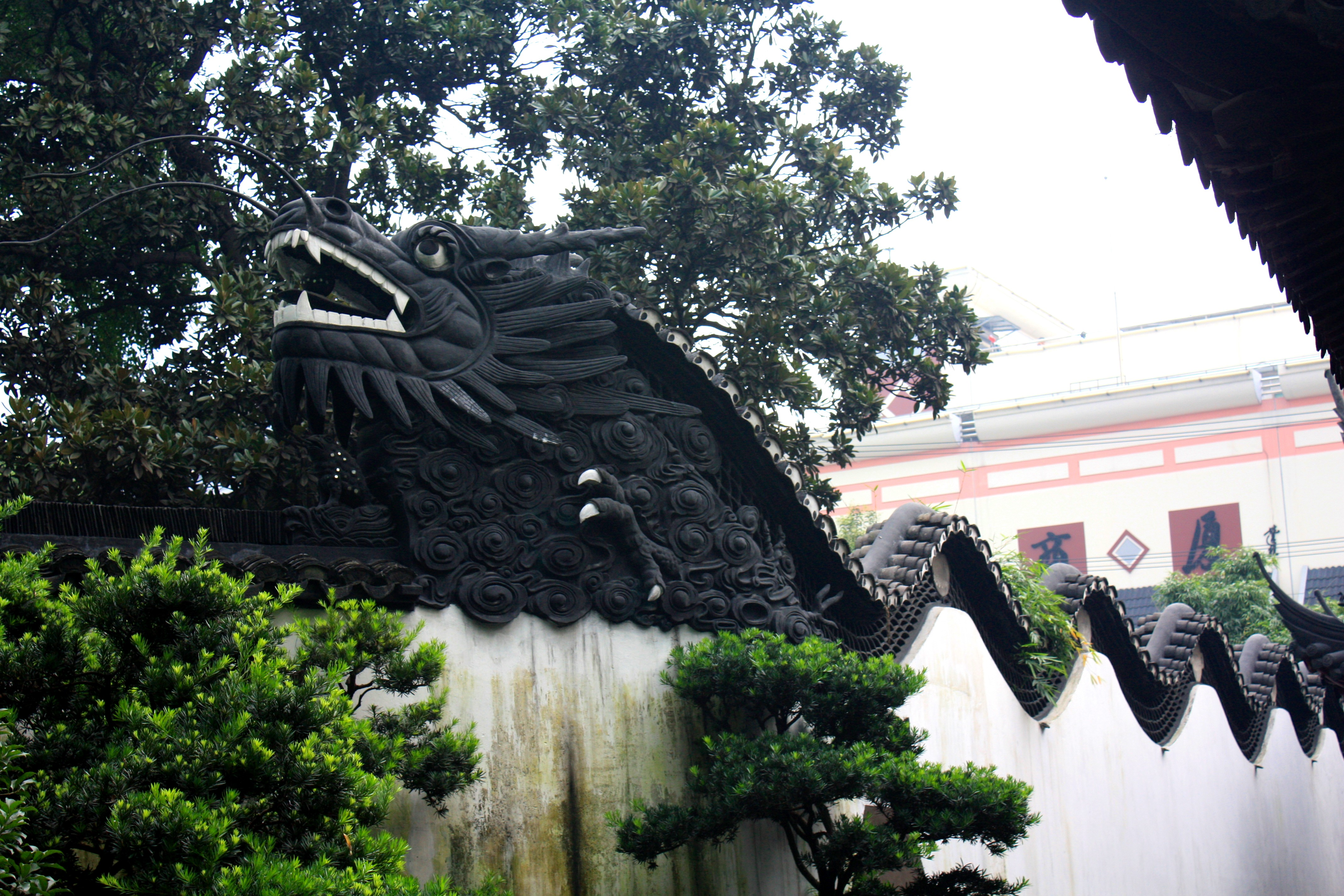
穿云龙
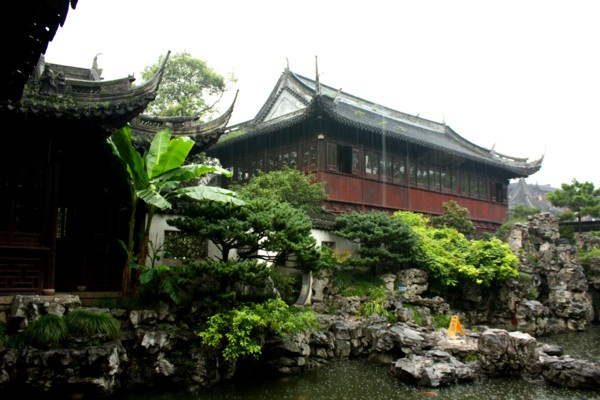
得月楼
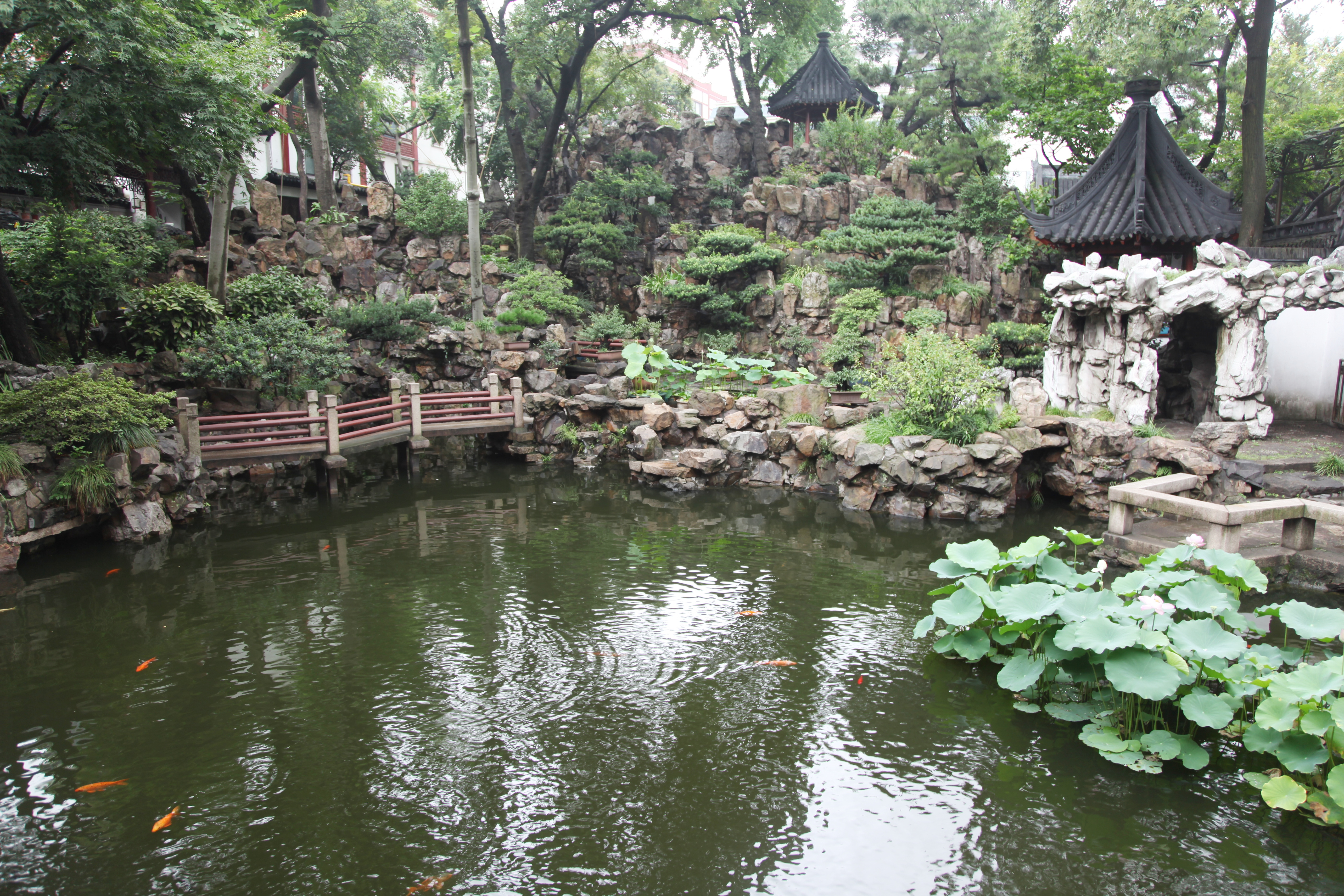
仰山池
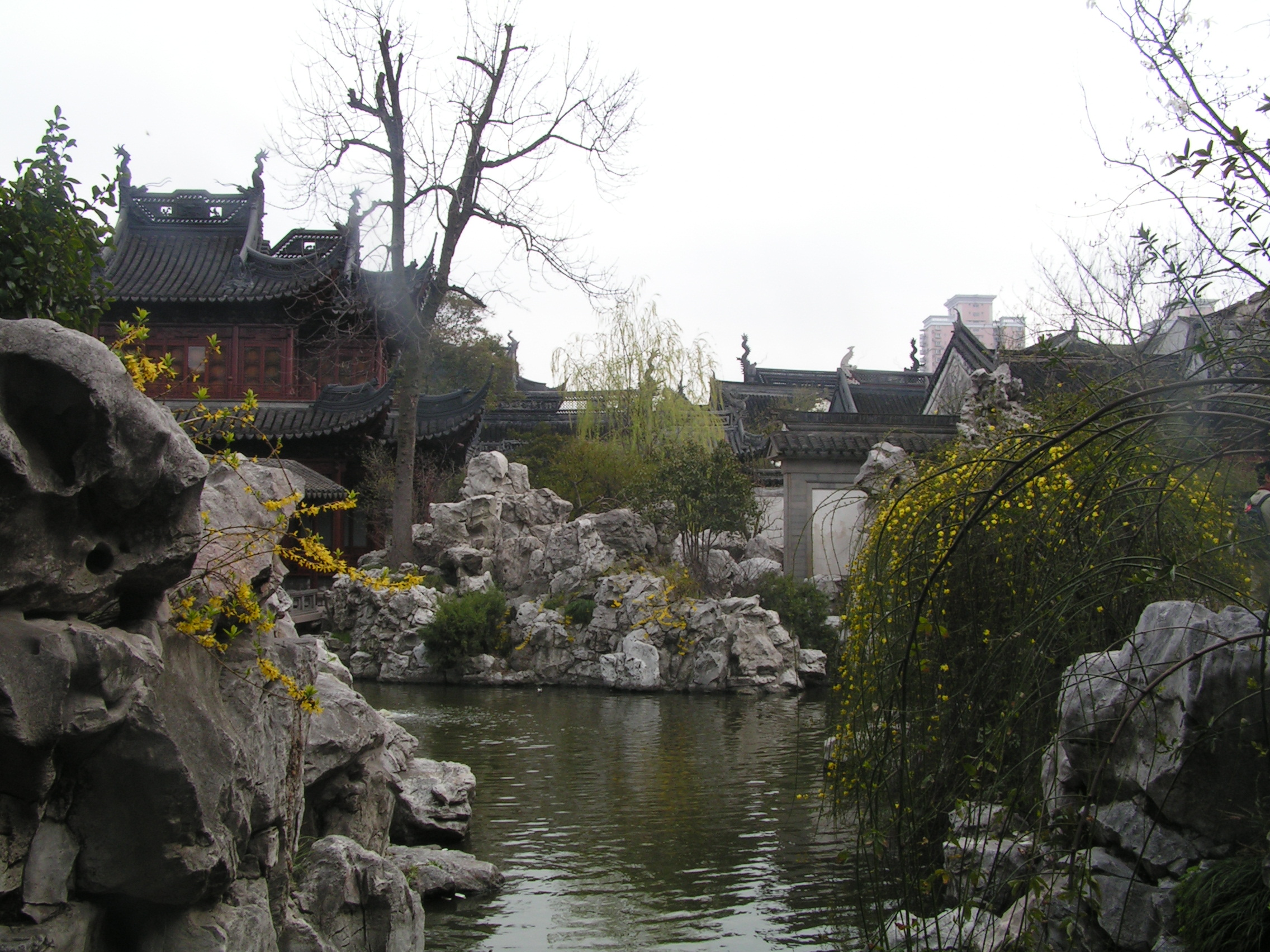
积玉水池
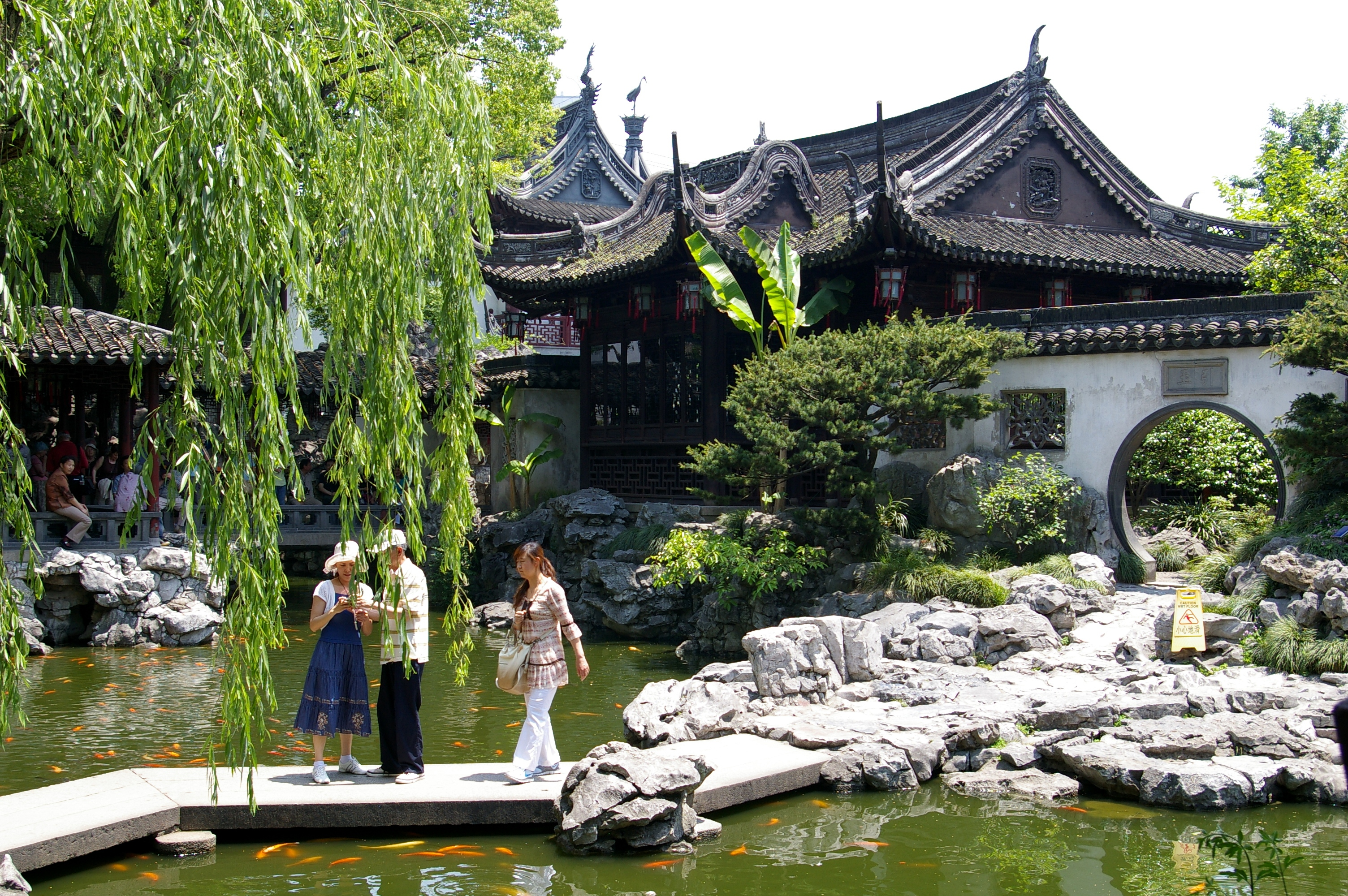
玉华堂与引玉门
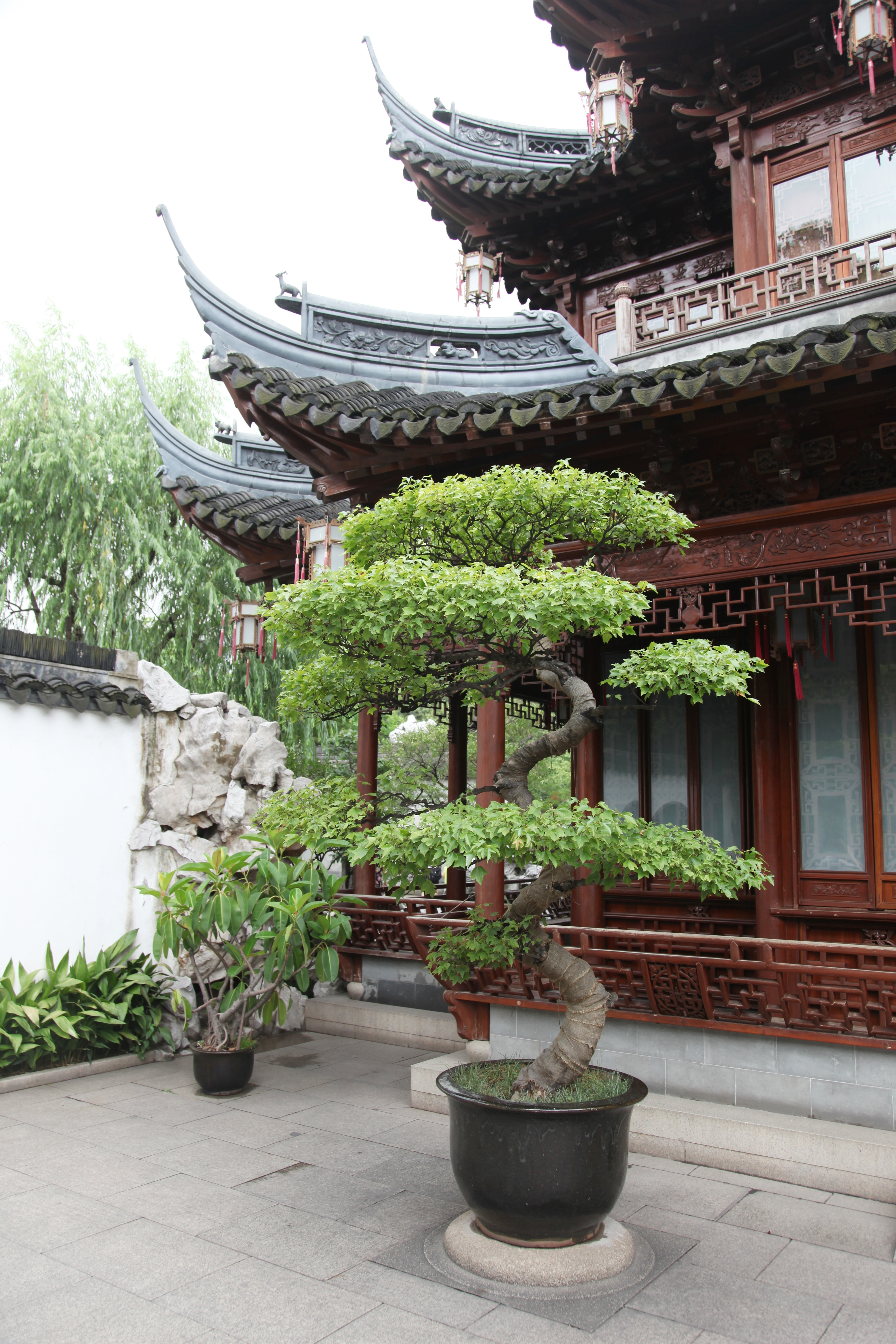
涵碧楼前的三角枫
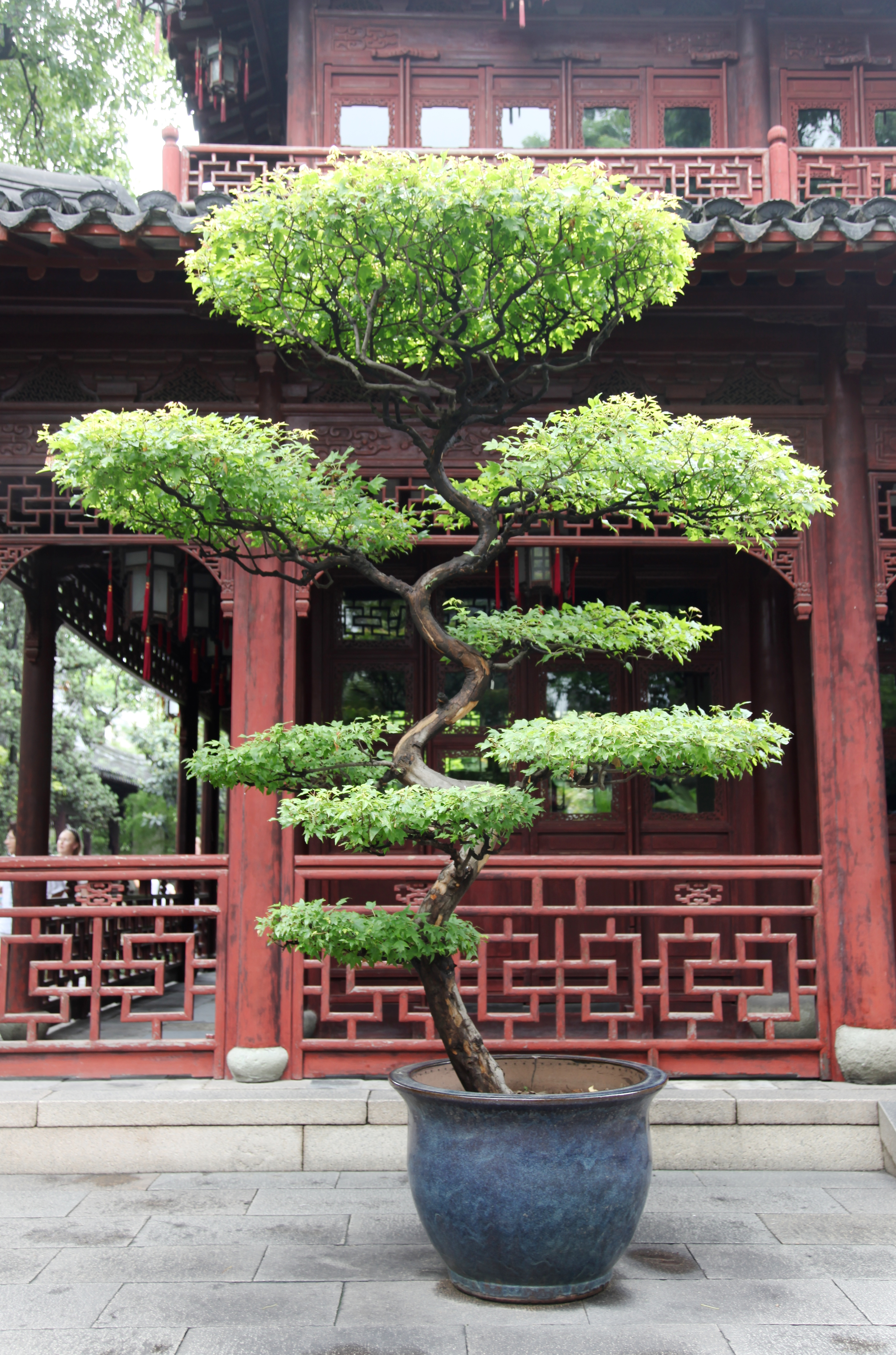
会景楼前的三角枫
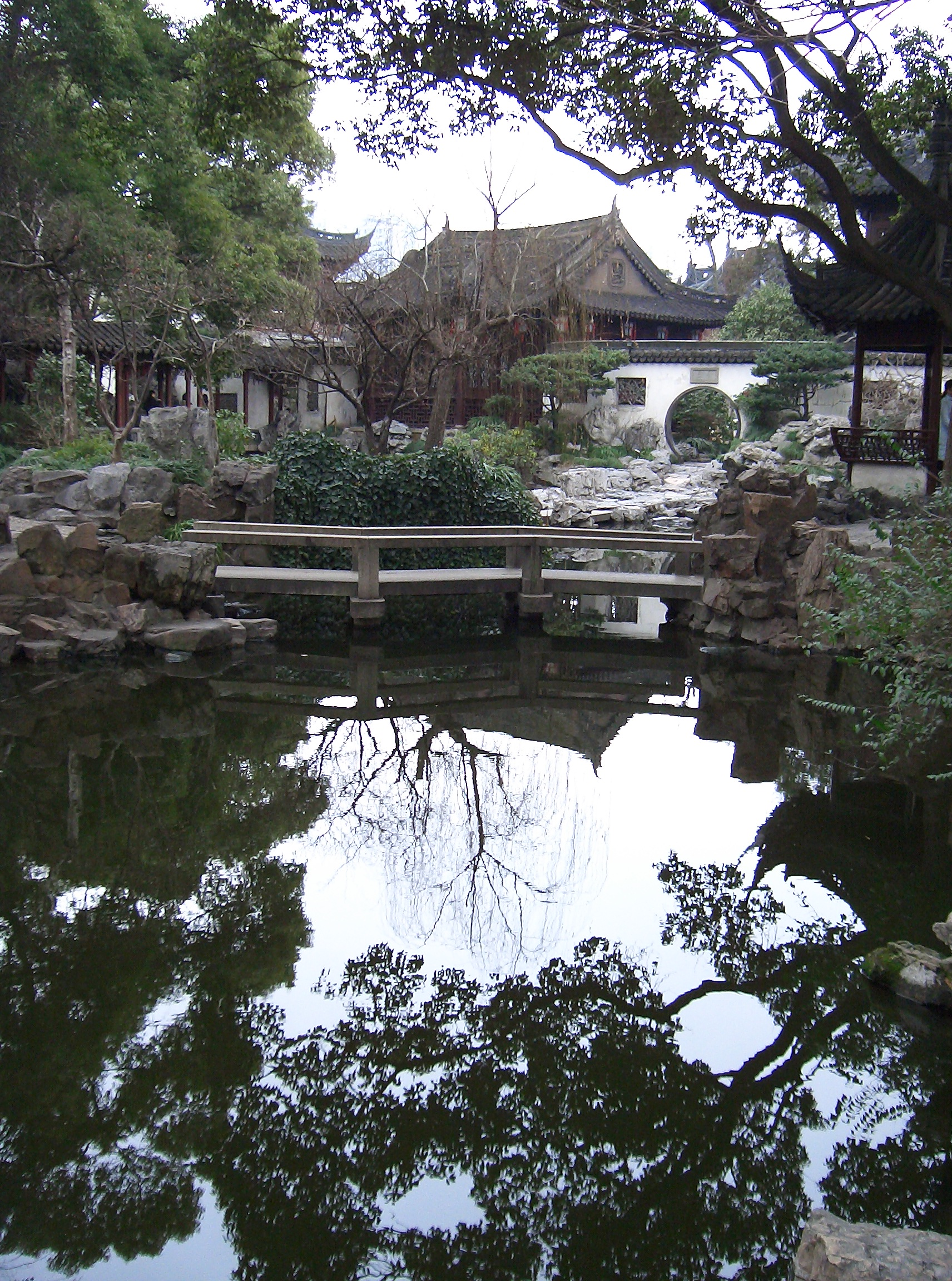
会景池，远处为玉华堂与引玉门

## 交通
- 上海地铁10、14号线豫园站